# Edru (conte)
Edru est un conte ou un récit de faits, d'histoires vraies ou imaginaires en langue Ewé.

## Edru de façon orale
Majoritairement Edru ou le récit en langue Ewé est narré sur la base des histoires réelles du peuple Ewé depuis les temps anciens. Autour du feu ou au clair de lune, les sages et/ou les vieux dotés d'expériences racontent des histoires à tous ceux qui sont présents. Jusqu'à nos jours le récit est toujours utilisé pour éveiller les consciences collectives et individuelles dans la société.
D'autre part le récit est aussi basé sur des histoires imaginaires dont le but est d'éduquer les générations futures sur leur mode de vie, la Civilisation africaine face à la modernisation et le brassage des cultures.
Le Fa ou l'Ifa dans la plupart des temps est utilisé pour raconter des histoires sur les us et coutumes du peuple à travers les 16 vers (chansons et récits) des odzu ou signes. La Géomancie Africaine, l'ifa est une source inépuisable de Divination et d'éducation sur l'Homme , son environnement et son existence.

## Edru de façon écrite
La tradition orale est remplacée par des romans au fil des temps. Des livres sont rédigés en langue Ewé comme : Agbezuge etc...